# Friedrich Karl Arnold Schwassmann
| Odkryte planetoidy: 22 | Odkryte planetoidy: 22 |
| ---------------------- | ---------------------- |
| (435) Ella             | 11 września 1898       |
| (436) Patricia         | 13 września 1898       |
| (442) Eichsfeldia      | 15 lutego 1899         |
| (443) Photographica    | 17 lutego 1899         |
| (446) Aeternitas       | 27 października 1899   |
| (447) Valentine        | 27 października 1899   |
| (448) Natalie          | 27 października 1899   |
| (449) Hamburga         | 31 października 1899   |
| (450) Brigitta         | 10 października 1899   |
| (454) Mathesis         | 28 marca 1900          |
| (455) Bruchsalia       | 22 maja 1900           |
| (456) Abnoba           | 4 czerwca 1900         |
| (457) Alleghenia       | 15 września 1900       |
| (458) Hercynia         | 21 września 1900       |
| (905) Universitas      | 30 października 1918   |
| (906) Repsolda         | 30 października 1918   |
| (912) Maritima         | 27 kwietnia 1919       |
| (947) Monterosa        | 8 lutego 1921          |
| (989) Schwassmannia    | 18 listopada 1922      |
| (1192) Prisma          | 17 marca 1931          |
| (1303) Luthera         | 16 marca 1928          |
| (1310) Villigera       | 28 lutego 1932         |
| 1.                     |                        |

Friedrich Karl Arnold Schwassmann (ur. 25 marca 1870 w Hamburgu, zm. 19 stycznia 1964 tamże) – niemiecki astronom.
Odkrył 22 planetoidy (9 samodzielnie oraz 13 wspólnie z Maksem Wolfem). Wspólnie z Arno Wachmannem odkrył również 3 komety okresowe: 29P/Schwassmann-Wachmann, 31P/Schwassmann-Wachmann i 73P/Schwassmann-Wachmann, a także wspólnie z Arno Wachmannem i Leslie Peltierem kometę długookresową C/1930 D1 (Peltier-Schwassmann-Wachmann).
W uznaniu jego pracy jedna z odkrytych przez niego planetoid otrzymała nazwę (989) Schwassmannia.